# Windows Aero
Windows Aero, även känt som Aero Glass, är det grafiska användargränssnittet till Windows Vista och Windows 7 som är operativsystem från Microsoft. Namnet Aero är en akronym för Authentic, Energetic, Reflective and Open. Användargränssnittet är tänkt att vara ett renare, kraftfullare och mer estetiskt tilltalande än de i tidigare Windowsversioner. Det innehåller transparenta lager, 3D-effekter, levande miniatyrbilder och ikoner, animationer och ögongodis. Det ersätter temat Luna, som gjorde föregångaren Windows XP populärt. I Windows 7 finns också funktionerna Peek och Shake.
År 2012 med lanseringen av Windows Server 2012 och senare operativsystem lanserade Microsoft en ny design med namn "Metro".

## Historia

### Windows Vista
Det grafiska användargränssnittet Windows Aero introducerades första gången i Windows Vista och ersatte då den äldre grafiska designen "Luna" från Windows XP. 
Windows Aero introducerade följande funktioner i Windows Vista. 
- Temat Aero Glass: Huvudfunktionen som omfattade det grafiska gränssnittet.
- Windows Flip
- Windows Flip 3D
- Taskbar live thumbnails
- Desktop Window Manager
- Task Dialogs[6]

### Windows 7
Windows Aero uppdaterades med nya funktioner och polerades med lanseringen av Windows 7.
- Aero Peek[3]
- Aero Shake: Skakning med musen minimerar alla fönster och ytterligare skakning återställer alla fönster.
- Aero Snap: Drar man ett fönster till någon sida av skärmen anpassar sig fönstret och tar upp halva skärmen på den sida man drog fönstret till.
- Förbättringar av gränssnittet för touchenheter. Windows Aero anpassades för att vara mer användarvänligt på enheter som stödjer touch. Support för högre DPI blev introducerat.

## Systemkrav
Minimikrav för att köra Windows Aero är:
- Minst 64 MB grafikminne.
- Minst en färgkvalitet på 32 bitar.
- En minnesbandbredd på 2 GB/sek.
- En möjlighet till att använda 3D-hårdvaruacceleration.
- DirectX 9.0c eller senare.
- WVDDM-drivrutiner (Windows Vista Display Driver Model).